# Porxos coberts de Tírvia
Els Porxos coberts de Tírvia és una obra de Tírvia (Pallars Sobirà) protegida com a Bé Cultural d'Interès Local.

## Descripció
Carrer flanquejat per porxos que s'obren en la major part de cases adossades les unes a les altres, amb façanes en un lateral de la coberta a dos aigües, en les que s'obren petits balcons o finestres balconeres. Consten generalment de plant baixa i dos pisos. Suporten els porxos pilons de pedra pissarrosa formant arcs de mig punt o bé tosques bigues de fusta. Altres vegades els suports són també de fusta. Les cases presenten façanes arrebossades i en alguns casos cabirons vistos.

## Història
Durant la Guerra Civil foren destruïdes un bon nombre de cases antigues del poble, i algunes d'aquest carrer foren, amb posterioritat, reedificades sense porxada.